# Hoher Schwarm
Der Hohe Schwarm ist die Ruine einer Burg in der thüringischen Stadt Saalfeld oberhalb der Saale. Von der Burg ist heute noch eine imposante Fassade am Ostrand der Altstadt erhalten.

## Geschichte

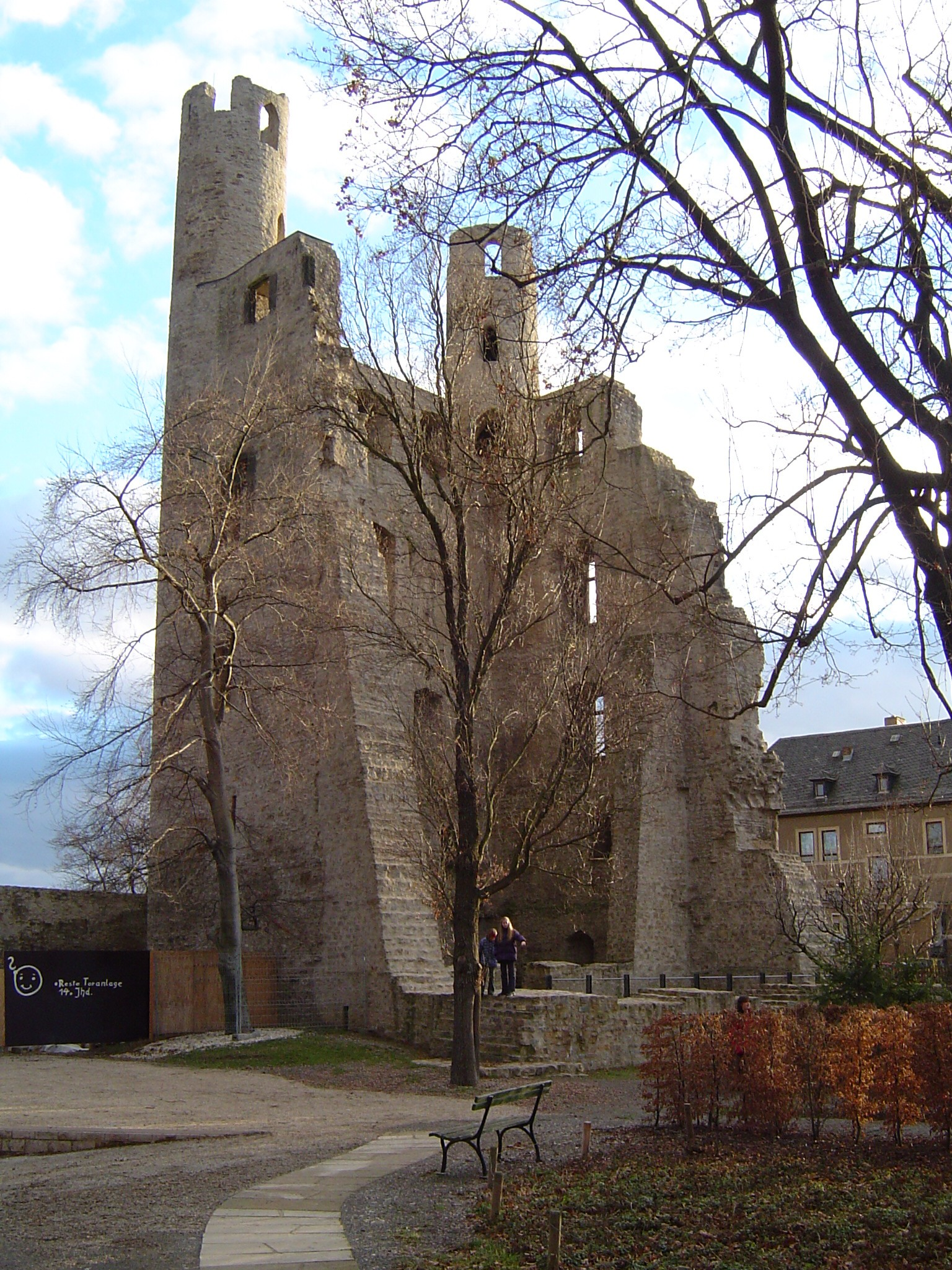
Hoher Schwarm – Ansicht von der Stadt

Die Burg wurde als gotische Wohnturmburg, deren Anlage in der heutigen Ruine noch gut erkennbar ist, durch die Grafen von Schwarzburg auf dem Boden und den Mauern einer älteren Wehranlage errichtet. Diese wurde in einer Urkunde aus dem Jahr 899 als „Reichshof salauelda“ genannt, 1199 durch den Landgrafen Hermann I. zerstört, danach wieder aufgebaut und auf Befehl  König Rudolfs I. 1290 erneut geschleift.
Seit 1208 gehörte die vormalige, um 1180 von Kaiser Friedrich I. gegründete Reichsstadt Saalfeld zur Grafschaft Schwarzburg. Die Grafen von Schwarzburg bauten die zerstörte Burg zumindest teilweise wieder auf, legten sich aber wohl etwa gleichzeitig mit dem Kitzerstein ("Köditzerstein") östlich der Burg und teilweise auf der Stadtmauer noch ein komfortableres Wohnschlösschen an. Mit den Bauarbeiten wurde um 1300 begonnen. 1389 wurde die Burg noch bewohnt und gemeinsam mit der Herrschaft Saalfeld an die Wettiner verkauft. Damals wurde sie als Sorbenburg bezeichnet.
Anschließend diente die Burg weiterhin als Amtssitz; ihre militärische Bedeutung verlor sie allerdings im Laufe des 15. Jahrhunderts. Als der Amtssitz aus der Burg in ein innerstädtisches Gebäude verlegt wurde, verfiel die Burg zusehends und war bereits zur Mitte des 16. Jahrhunderts in ruinösem Zustand. 1551 begann der teilweise Abriss zur Gewinnung von Baumaterial. In den Ruinen soll der Körper eines eingemauerten Mädchens gefunden worden sein. 1593 tauchte erstmals die Bezeichnung Hoher Schwarm, vermutlich eine Verkürzung des Begriffs „Schworben-/Sorbenburg“, auf.
Zwischen 1995 und 1997 wurde die Ruine gesichert und saniert. Bis in die 1990er Jahre zierte der Hohe Schwarm die Etiketten der Produkte des Brauhauses Saalfeld.

## Bauanlage
Der Hohe Schwarm war eine Turmburg auf einer quadratischen Grundfläche mit einer Seitenlänge von 17 Metern. Die Burg besaß fünf Geschosse und vermutlich vier runde Türme jeweils an den Ecken der Grundfläche. Davon sind heute nur noch die beiden zur Saale zeigenden erhalten. Die Kellergewölbe sind vermauert. Im Inneren des Gevierts wurde ein Ziehbrunnen gefunden.
Heute befindet sich im Hohen Schwarm eine Naturbühne.